# Pistoia (stad)
Pistoia is een stad in de Italiaanse regio Toscane, gelegen ten noordwesten van Florence. De stad telt ongeveer 85.000 inwoners en is hoofdstad van de gelijknamige provincie, een van de kleinste van Italië.
Pistoia ligt in een vlakte aan de voet van de Apennijnen, op 67 meter boven zeeniveau, aan de drukke snelweg van Florence naar de kust en Pisa. Tot Pistoia behoren een aantal frazioni, waaronder San Mommè en Spedaletto.
De stad kent veel industrie, met name in de metaalbewerking. De Fyra V250-treinstellen werden er gebouwd, door AnsaldoBreda.

## Geschiedenis
De stad werd in de 2e eeuw v.Chr. door de Romeinen gesticht om hun troepen in de strijd tegen de Liguri (Liguriërs) te ondersteunen. Zo werd het meteen een oppidum (vesting) van Rome. Sallustius noemt Pistoia, omdat Catilina er in 62 v.Chr. omkwam tijdens een veldslag.
Vanaf 1565 hoorde Pistoia bij het Hertogdom Florence, dat vier jaar later het Groothertogdom Toscane werd. In 1600 werd de latere paus Clemens IX in Pistoia geboren.

## Bezienswaardigheden
- De 12e-eeuwse Dom van Pistoia
- Het 13e-eeuwse Palazzo Comunale
- Het 13e-eeuwse baptisterium
- Het oude Palazzo dei Vescovi uit de 11e eeuw
- Het Ospedale del Ceppo met zijn bijzondere portiek

## Geboren in Pistoia
- Cino da Pistoia (1270-1336), dichter
- Leonardo Grazia (ca. 1502-1548), kunstschilder
- Paus Clemens IX (1600-1669), geboren als Giulio Rospigliosi
- Atto Melani (1626-1714), castraatzanger, rooms-katholieke priester, diplomaat en spion van de Zonnekoning
- Ippolito Desideri (1684-1733), jezuïet, missionaris in Tibet
- Francesco Manfredini (1684–1762) violist, kerkmusicus en componist van barokmuziek
- Enrico Betti (1823-1892), wiskundige
- Marino Marini (1901-1980), beeldhouwer
- Licio Gelli (1919-2015)  Grootmeester van het vrijmetselaarsgenootschap Propaganda Due (P2) en lid van de Maltezer Orde
- Mauro Bolognini (1922-2001), filmregisseur
- Roberto Barni (1939), beeldhouwer, schilder en graficus
- Adolfo Natalini (1941), architect
- Andrea Vannucchi (1965), organist en muziekpedagoog
- Emanuele Bindi (1981), wielrenner
- Christian Orlandi (1998), acteur
- Gaspar Ducci (1492-1577), bankier en financier

## Afbeeldingen

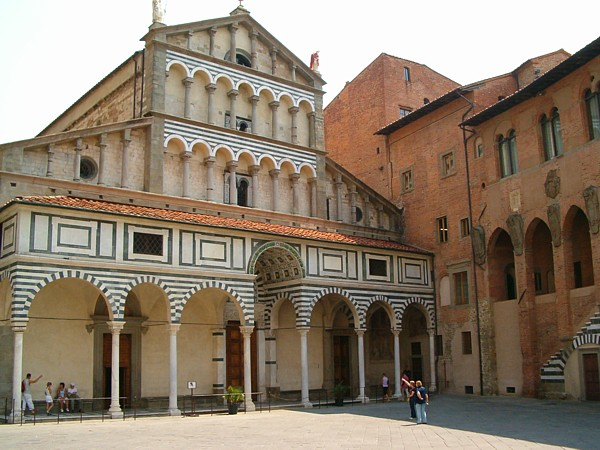
Kathedraal
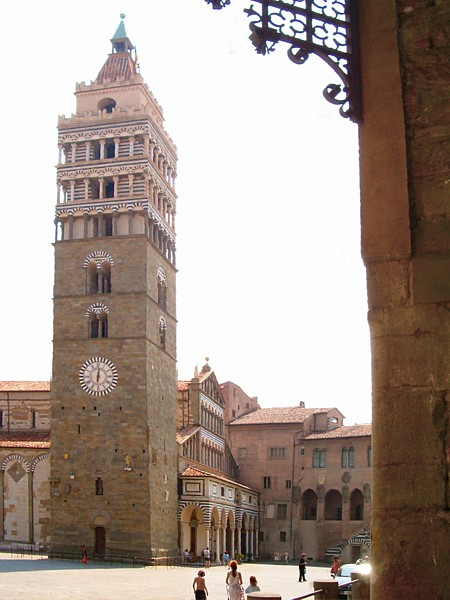
Piazza del Duomo
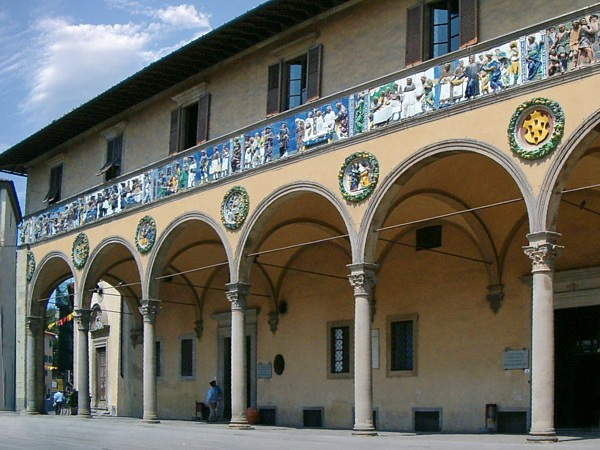
Ospedale del Ceppo